# 8-я мотострелковая дивизия внутренних войск НКВД СССР
8-я мотострелковая дивизия внутренних войск НКВД

## История
Формировалась в период с 06 января по 01 февраля 1942 по Приказу НКВД № 0021 от 5 января 1942 года во исполнения Постановления ГКО № 1099-сс от 4 января 1942 года на основе частей 23-й мотострелковой дивизии внутренних войск НКВД. По некоторым данным начало формирования относится к ноябрю-декабрю 1941 года на основе пограничных частей Юго-Западного фронта, вышедших из окружения в районе Киева (91-й, 92-й, 94-й,98-й погранотряды, 6, 16, 28-й мсп оперативных войск НКВД).
Была доукомплектована военнослужащими 53, 73, 76, 79 полков 3-й дивизии войск НКВД СССР по охране железных дорог и 289-м стрелковым полком 4-й мотострелковой дивизии внутренних войск НКВД, который был дислоцирован в г. Воронеж.

## Состав
8-я мотострелковая дивизия внутренних войск НКВД входила в состав войск Юго-Западного фронта и при формировании имела состав:
- 4-й Краснознаменный мотострелковый полк;
- 6-й мотострелковый полк (командир — майор Ф. Т. Журавлёв);
- 16-й мотострелковый полк (командир — майор П. С. Бабич);
- 28-й мотострелковый полк (командир — подполковник Ф. Д. Майборода);
- 266-й мотострелковый полк;
- 274-й мотострелковый полк;
- 10-й артиллерийский полк;
- 8-й отдельный танковый батальон;
- минбат, инжбат, осб, атб, озад.

## Командование
Командиры дивизии:
- полковник Мажирин, Фёдор Максимович (01.11.1941 — 00.12.1941)[4][5]
- полковник Крылов, Виктор Фёдорович (29.12.1941 — 11.01.1942)
- полковник В. А. Горишний (5.02.1942 (или с 27.01.1942[3]) — 01.04.1942)[6]
- полковник Н. Д. Козин (26.02.1942 — 01.07.1942)

Военный комиссар дивизии:
- старший батальонный комиссар Власенко, Илья Архипович (5.02.1942 — апрель 1942)[7]

Начальники штаба дивизии:
- полковник А. А. Архипов
- подполковник Н. А. Покровский[3]
- подполковник П. Н. Прихно (с апреля 1942)[4]

## Боевой путь
2 января 1942 года, ещё в процессе формирования, дивизия была погружена в эшелоны и с 4 января начала прибывать на ст. Чернянка (эшелон с танками отдельного танкового батальона выгрузился утром 6.01.42). По ночам совершала почти сто километровый марш, чтобы прибыть в состав 21-й армии. К 17 часам 8 января 1942 года дивизия сосредоточилась, а спустя уже полтора часа перешла в атаку.
28-й мотострелковый полк был передан на правый фланг ударной группы 21-й армии, а батальон 6-го мотострелкового полка — на левый. Таким образом, в центре, на Обоянь в помощь 169-й стрелковой дивизии и 10-й танковой бригады были выдвинуты только пять батальонов 8-й мотострелковой дивизии. После полудня 9 января 1942 года совместно со 169-й стрелковой дивизией и 10-й танковой бригадой овладели центром Обояни и перерезали дорогу Курск-Харьков. Сделавший это 1-й батальон 6-го мотострелкового полка, был вскоре окружён.
10 января 1942 года остатки 1-го батальона 6-го мотострелкового полка вышли к своим. 28-й мотострелковый полк в это время штурмовал село Старое Черемошное. Противник обошёл группировку советских войск, увязнувшую в городских боях в Обояни, и развил наступление восточнее города. 8-я мотострелковая дивизия начала отходить на реку Пселец.
В ночь на 11 января 1942 года 6-й и 16-й мотострелковые полки и полк 169-й стрелковой дивизии прикрывали отход ударной группы 21-й армии, контратаковали противника, нанесли его передовым частям поражение и овладели сёлами Бобрышево и Кривцово.
Утром 11 января 1942 года эти части продолжали отход на реку Пселец. Дивизия в этих боях понесла большие потери.
Утром 12 января 1942 года главные силы дивизии были выведены во второй эшелон 21-й армии. В это время два батальона 28-й мотострелкового полка с 8-м отдельным танковым батальоном и 10-й танковой бригадой увязли в арьергардных боях, отражая прорыв противника на Марьино.
16 января 1942 года дивизия вышла на фронт Марьино-Прохоровка к своему 28-му мотострелковому полку, где заняла оборону на стыке двух фронтов. Справа 62-я стрелковая дивизия, слева — 297-я стрелковая дивизия. Дивизия три дня вела бои за улучшение занимаемых позиций и заняла оборону на этом рубеже.
9 мая 1942 года из состава 8-й мотострелковой дивизии внутренних войск 2-го формирования выделяются
- управление дивизии,
- 4-й Краснознаменный мотострелковый полк,
- 266-й мотострелковый полк,
- 274-й мотострелковый полк.

На этой основе была создана 13-я мотострелковая дивизия внутренних войск НКВД.
Остальные подразделения дивизии находились в обороне, занимаясь снайперством, политработой и разведкой. Приказом № 001290 от 19.6.42 г. 8-я мотострелковая дивизия ВВ НКВД была передана в состав Красной Армии, с использованием в ней личного состава, техники и имущества (по другим данным 25 июня 1942 года по приказу Ставки ВГК). В составе Красной Армии дивизия получила наименование 63-й стрелковой дивизии.
1 июля 1942 года дивизия, находясь в процессе переформирования, ввиду общего плохого состояния фронта 21-й армии, получила приказ на отход. 4 июля 1942 года дивизия вышла к реке Оскол южнее г. Старый  Оскол. Оказалась, что переправа уже занята мотопехотой противника. Вскоре сюда же вышли 1-я мотострелковая бригада и части 227-й стрелковой дивизии и 138-го артполка РГК. Прорывались с боем у деревни Сорокино. 6-й мотострелковый полк, прикрывавший переправу, был отсечён.
6 июля 1942 года 6-й мотострелковый полк вместе с остатками других частей 21-й армии прорвал окружение и переправился в другом месте — Новиково. Остатки дивизии вышли к Дону у села Коротояк. Село и переправа были уже захвачены противником, чтобы не повторять оскольских опытов, дивизия отошла к переправе
Урыво-Покровское, где скопились остатки 227-й стрелковой дивизии, 297-й стрелковой дивизии, 1-й мотострелковой бригады, 138-й артполк РГК и рота танков 13-го танкового корпуса.
В 6 часов утра 7 июля 1942 года советские войска отбили переправу у батальона с 8 танками противника и начали переправу. 6-й и 16-й мотострелковые полки опять прикрывали переправу, отбивая танковые атаки противника в течение двух дней.
К исходу 8 июля 1942 года дивизия сосредоточилась на восточном берегу Дона в районе Бутурлиновка-Воронцовка-Нижний Кисляй и полностью перешла под командование Красной Армии.

В июле 1942 года была переформирована в 63-ю стрелковую дивизию и была подчинена 21-й армии.